# Lița
Lița is een Roemeense gemeente in het district Teleorman.
Lița telt 2990 inwoners.